# Estação Stalingrad
Stalingrad é uma estação das linhas 2, 5 e 7 do Metrô de Paris, localizada no limite do 10.º e 19.º arrondissements de Paris.

## Localização
As estações das linhas 2 e 5 são respectivamente situadas acima e abaixo do boulevard de la Villette enquanto que a estação da linha 7 se situa ao nordeste sob a avenue de Flandre.

## História
A estação foi aberta em 31 de janeiro de 1903.
Originalmente, havia duas estações com denominações distintas:
- a estação da linha 2, batizada Rue d'Aubervilliers;
- a estação da linha 7, denominada Boulevard de la Villette.

Em 6 de outubro de 1942, elas fundiram sob o nome de Aubervilliers - Boulevard de la Villette. Alguns dias depois, em 12 de outubro, as plataformas da linha 5 foram abertas ao público.
Foi em 10 de fevereiro de 1946 que a estação levou seu nome atual, em referência à batalha de Stalingrado que, durante a Segunda Guerra Mundial, ocorreu entre setembro de 1942 e fevereiro de 1943 e viu a vitória do Exército Vermelho Soviético sobre o do Terceiro Reich. Apesar dos crimes cometidos por Stalin, nem o nome da estação, nem a praça próxima de onde ela se situa (place de la Bataille-de-Stalingrad) têm sido renomeadas após a morte dele, porque foi considerado que ele fazia referência ao evento histórico, e não à cidade russa renomeada depois Volgogrado.
As plataformas da linha 7 foram escolhidas para ser o protótipo das renovações no estilo "Ouï-dire" onde o lançamento foi concluído em dezembro de 1988, antes de serem reconduzidos para vinte outras estações a renovar.
Em 2011, 6 906 194 passageiros entraram nesta estação. Ela viu entrar 7 588 899 passageiros em 2013, o que a coloca na 33ª posição das estações de metro por sua frequência.

## Serviços aos Passageiros

### Intermodalidade
A estação é servida pelas linhas 48 e 54 da rede de ônibus RATP e, à noite, pelas linhas, N13, N41, N42 e N45 da rede de ônibus Noctilien.

## Pontos turísticos
- Rotonde de la Villette
- Bassin de la Villette
- Canal Saint-Martin
- Rue d'Aubervilliers

## Galeria de fotografias

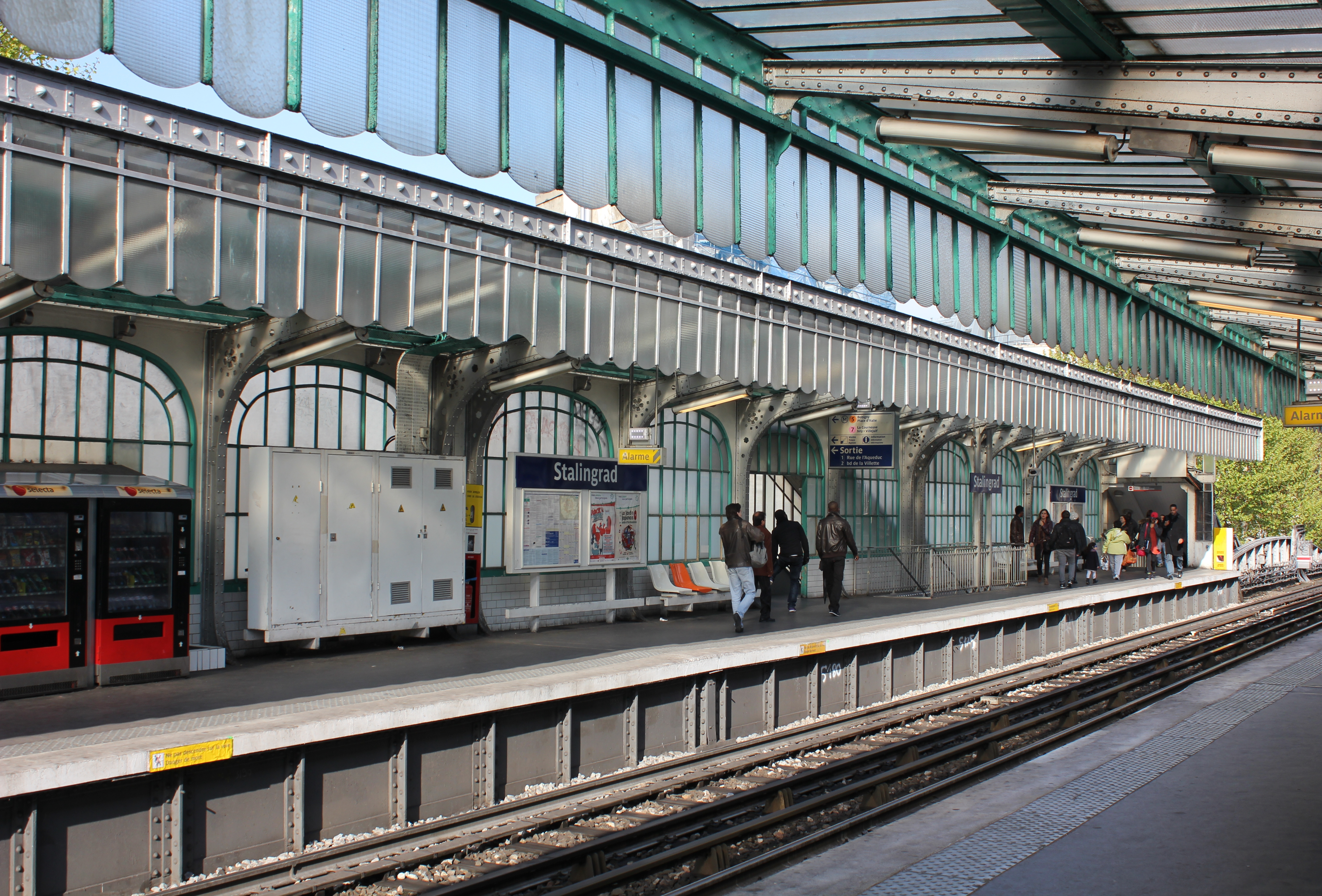
A estação da linha 2.
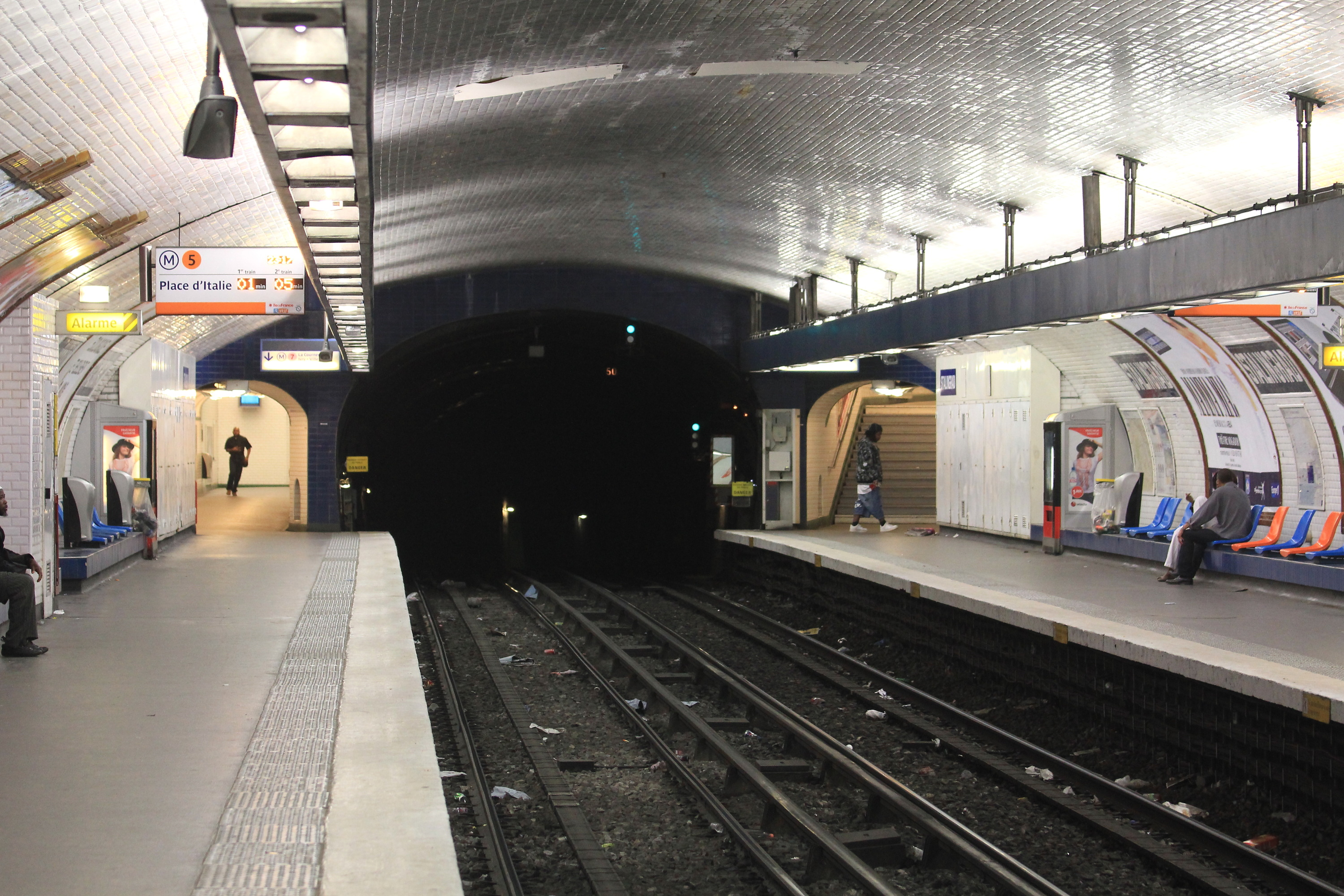
A estação da linha 5.
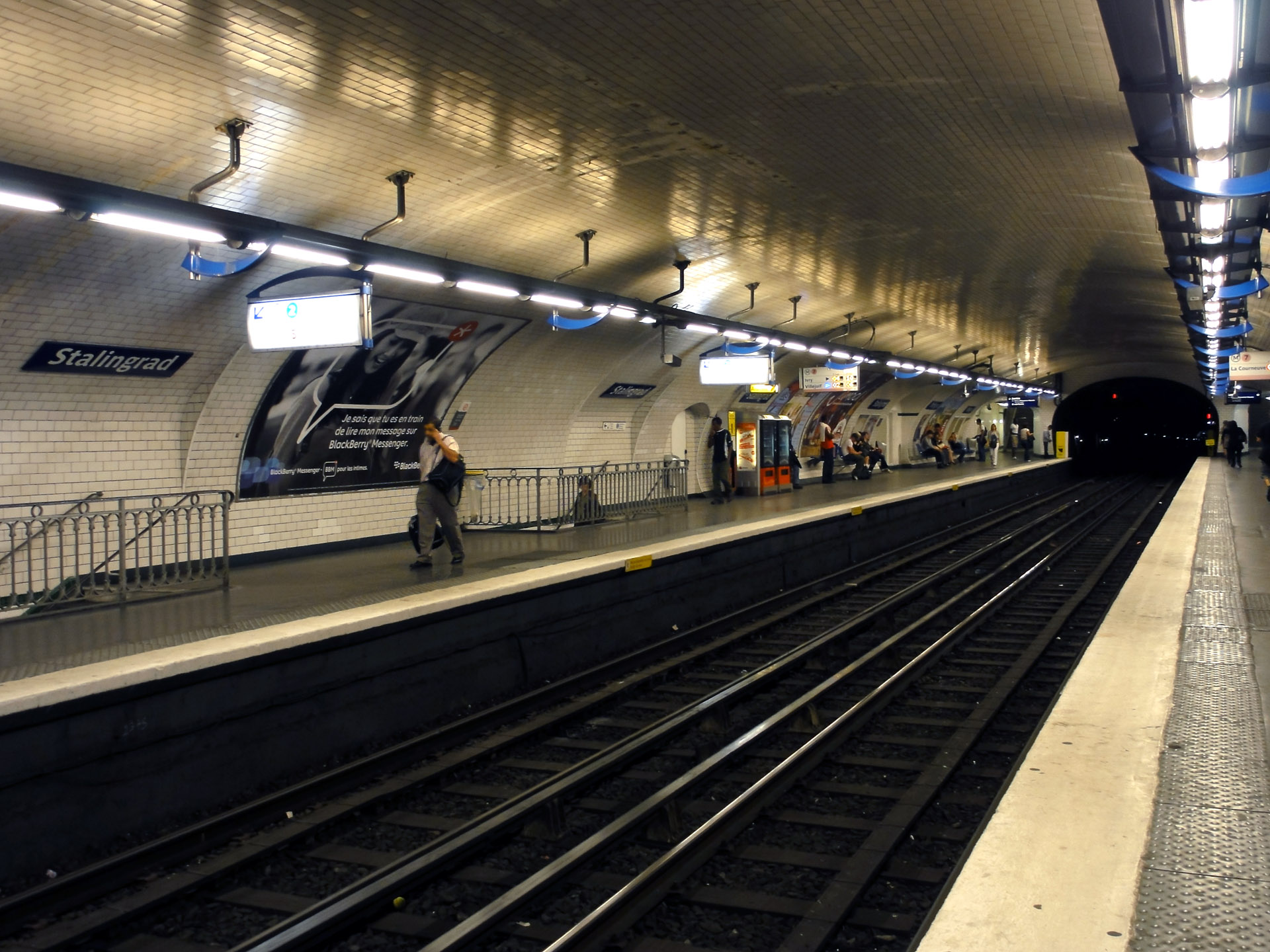
A estação da linha 7.